# L705iX
FOMA L705iX（フォーマ・エル なな まる ご アイ エックス）は、LG電子ジャパンによって開発された、NTTドコモの第三世代携帯電話 (FOMA) 端末である。

## 概要
- LG電子が世界展開している「Shine Phone」の日本版。
- 最大7.2MbpsのFOMAハイスピードに対応している。

- L704iに続きスライド式を採用している。形状・機能ともにソフトバンクモバイルの805SCに近く、薄型だがワンセグに対応している。(録画は非対応)
- ミュージック機能は着うたフルとSDオーディオ(AAC)に対応し、連続再生時間は最大30時間聞くことが出来る。

| 主な対応サービス           | 主な対応サービス                    | 主な対応サービス           | 主な対応サービス                                |
| -------------------------- | ----------------------------------- | -------------------------- | ----------------------------------------------- |
| DCMX／おサイフケータイ     | うた・ホーダイ                      | 着うたフル／着うた         | デジタルオーディオプレーヤー(AAC)(SDオーディオ) |
| 直感ゲーム／メガiアプリ    | Music&Videoチャネル／ビデオクリップ | 3Gローミング（WORLD WING） | プッシュトーク                                  |
| FOMAハイスピード           | GPS／ケータイお探し                 | デコメール／デコメ絵文字   | iチャネル                                       |
| 着もじ                     | テレビ電話／キャラ電                | 電話帳お預かりサービス     | フルブラウザ                                    |
| おまかせロック／バイオ認証 | 外部メモリーへiモードコンテンツ移行 | トルカ                     | iC通信                                          |
| きせかえツール／マチキャラ | バーコードリーダ／名刺リーダ        | 2in1                       | エリアメール                                    |

1. ↑  500KBまでのiアプリ対応。
2. ↑  音声番組のみ対応。
3. ↑  受信最大7.2Mbpsの高速ハイスピードに対応。

### プリインストールiアプリ
- Gガイド番組表リモコン
- FOMA通信環境アプリ

### ワンセグ機能
- マルチウィンドウ

## 歴史
- 2007年11月1日 - D905i・D705i・D705iμ・F905i・F705i・N905i・N905iμ・N705i・N705iμ・P905i・P905iTV・P705i・P705iμ・PROSOLID μ・SH905i・SH905iTV・SH705i・SO905i・SO905iCS・SO705i・L705i・L705iX・NM705iの開発が発表。
- 2007年11月29日 - 電気通信端末機器審査協会 (JATE)通過
- 2008年1月10日 - 報道関係者向けの内覧会で実機を公開
- 2008年3月8日 - 発売
- 2008年4月1日 - FOMAハイスピード7.2Mbpsの高速ハイスピード提供開始。